# Trichoniscus albidus
Trichoniscus albidus är en kräftdjursart som beskrevs av Frederik Vilhelm August Meinert 1880. Trichoniscus albidus ingår i släktet Trichoniscus och familjen Trichoniscidae.

## Underarter
Arten delas in i följande underarter:
- T. a. topiaria
- T. a. gallicus